# Magdalena Jakober
Magdalena « Leni » Nadine Jakober, née le 6 juillet 1993 à Linz, est une footballeuse professionnelle autrichienne.

## Carrière

### En club
Jakober commence le football en septembre 2001 au SV Traun. En juillet 2008, elle aspire à devenir professionnelle en intégrant le LASK Linz. Elle joue d'abord avec les espoirs puis dans la réserve à partir de la saison 2008-2009. Elle est ensuite à l'Union Kleinmünchen Linz de 2009 à 2013.
Après un transfert qui n'a pas abouti en 2011, elle part en Allemagne en 2012 rejoindre le FF USV Iéna avec un contrat d'un an. Elle fait ses débuts en Bundesliga le 24 mars 2013 en tant que remplaçante. Lorsque l'équipe est reléguée en 2014, elle arrive au FC Lokomotive Leipzig et joue dès le début de la saison. Après avoir joué 17 matchs pendant le saison 2014-2015, elle est transférée au ETSV Würzburg à l'été 2015. Elle fait en même temps des études de sciences de l’éducation à l'université de Wurtzbourg. Mais à cause de blessures, elle joue seulement six matches. En juillet 2016, elle signe avec le TSV Crailsheim, mais comme elle joue peu, elle retourne au ETSV Würzburg en 2017. Elle s'engage ensuite en 2018 avec un club de deuxième division Nord, l'Arminia Bielefeld, puis joue deux saisons au Borussia Mönchengladbach, mais très peu. Après une saison 2020-2021 sans club, elle signe en 2021 au Alemannia Aachen.

### En sélection
Jakober est d'abord sélectionnée dans l'équipe nationale autrichienne avec les moins de 17 ans puis les moins de 19 ans. Elle a sa première sélection dans l'équipe A.